# Râul Drăgăneasa, Provița
Râul Drăgăneasa este un curs de apă, afluent al râului Provița.

## Hărți
- Harta județului Prahova